# 貝克盧線
貝克盧線（英語：Bakerloo line）為英國倫敦地鐵的一條路線，在地鐵圖上以棕色表示，線名取自線上兩個站「街」和的併稱。女王公園以北部份位於地面上，其餘皆於深層隧道中行駛。该线从象堡站作起點，从东南侧进入内伦敦，穿越伦敦西区，最后到达伦敦西北郊的哈羅及威爾德斯通。该线有25个车站，其中15个是地下站。在女王公园以北路段（也就是该线的地面段），贝克卢线和沃特福德直流電铁线共轨，也与英国铁路系统中的西海岸主线平行。
該線於 1906 年至 1917 年間開通，許多車站都保留了相同的設計元素：地下車站採用萊斯利·格林（Leslie Green）設計的新藝術風格裝飾瓷磚，地面車站則以紅磚建造，並配有工藝美術風格的石材細節。這是倫敦地鐵網絡上第九繁忙的線路，每年運送超過 1.25 億名乘客。
該線路目前運行倫敦地鐵1972年型列車，該些列車已有 52 年歷史，是英國常規客運服務中最古老的列車。

## 車站列表
全線都位於大倫敦市內。
| 所屬 收費區 | 無障礙設施 | 車站相片 | 中文站名         | 英文站名 | 轉乘路線 | 所在地   |
| ----------- | ---------- | -------- | ---------------- | -------- | --- | -------- |
| 5           | ✓          |          | 哈羅及威爾德斯通 |          | 沃特福德直流電鐵線、 西海岸主線、 西倫敦線                                                                                  | 哈羅區   |
| 4           |            |          | 肯頓             |          | 沃特福德直流電鐵線 （站外轉乘：諾斯維克公園 大都會線）                                                                      | 布倫特區 |
| 4           |            |          | 南肯頓           |          | 沃特福德直流電鐵線 | 布倫特區 |
| 4           |            |          | 北溫布利         |          | 沃特福德直流電鐵線 | 布倫特區 |
| 4           | ✓          |          | 溫布利中央       |          | 沃特福德直流電鐵線、 西倫敦線                                                                                               | 布倫特區 |
| 3           |            |          | 石橋公園         |          | 沃特福德直流電鐵線 | 布倫特區 |
| 3           |            |          | 哈利斯登         |          | 沃特福德直流電鐵線 | 布倫特區 |
| 2及3        | ✓          |          | 威爾斯登交匯     |          | 沃特福德直流電鐵線、北倫敦線、西倫敦線                                                                                      | 布倫特區 |
| 2           |            |          | 肯薩綠地         |          | 沃特福德直流電鐵線 | 布倫特區 |
| 2           |            |          | 女王公園         |          | 沃特福德直流電鐵線 | 布倫特區 |
| 2           |            |          | 基爾伯恩公園     |          | | 布倫特區 |
| 2           |            |          | 麥達維爾         |          | | 西敏市   |
| 2           |            |          | 沃里克大道       |          | | 西敏市   |
| 1           | ✓          |          | 帕丁頓           |          | 環線、 區域線、 漢默史密斯及城市線、 伊利沙伯線、 大西部主線（往希斯羅列車） （站外轉乘：帕丁頓 環線、 漢默史密斯及城市線） | 西敏市   |
| 1           |            |          | 埃奇韋爾路       |          | （站外轉乘：埃奇韋爾路 環線、 區域線、 漢默史密斯及城市線；馬里波恩站 奇爾特恩主線）                                        | 西敏市   |
| 1           |            |          | 馬里波恩         |          | 奇爾特恩主線 | 西敏市   |
| 1           |            |          | 貝克街           |          | 環線、 漢默史密斯及城市線、 銀禧線（跨月台轉車站）、 大都會線 （站外轉乘：馬里波恩站 ）                                     | 西敏市   |
| 1           |            |          | 攝政公園         |          | | 西敏市   |
| 1           |            |          | 牛津圓環         |          | 維多利亞線（跨月台轉車站）、 中央線 （站外轉乘：龐德街 銀禧線、 伊利沙伯線 ）                                               | 西敏市   |
| 1           |            |          | 皮卡迪利圓環     |          | 皮卡迪利線 | 西敏市   |
| 1           |            |          | 查令十字         |          | 北線、 東南主線 | 西敏市   |
| 1           |            |          | 堤岸             |          | 環線、 區域線、 北線 （站外轉乘：查令十字 東南主線）                                                                        | 西敏市   |
| 1           |            |          | 滑鐵盧           |          | 銀禧線、 北線、 滑鐵盧及城市線 （國鐵轉乘：滑鐵盧 西南主線、滑鐵盧東 東南主線）                                             | 蘭貝斯區 |
| 1           |            |          | 蘭貝斯北         |          | | 蘭貝斯區 |
| 1及2        |            |          | 象堡             |          | 北線、 泰晤士連線 | 南華克區 |

## 列車班次
貝克盧線平日離峰、週日時段班次（以每小時計）如下：
- 4班 哈羅及威爾德斯通 — 象堡
- 4班 石橋公園 — 象堡
- 8班 女王公園 — 象堡

由此形成了女王公園至象堡之間的每小時 16 班列車服務（或大約每 4 分鐘一趟火車）。平日尖峰期和週六全天，女王公園至象堡間的班次為每小時 20 班。

## 基礎設施

### 電力設備
貝克盧線幾乎從 1906 年通車到 1917 年，該線的導電軌都是以相反的極性運行的，外側軌道為負極，中間軌道為正極。這是因為該線與區域鐵路共用一個電源。在貝克盧線，外側的導電軌容易漏電至隧道壁，在區域鐵路，中心軌道也有類似的問題。解決方案是反轉貝克盧線的極性，因此兩個系統上都是負極軌在洩漏。 1917 年，當倫敦及西北鐵路（LNWR）公司開始在尤斯頓站和沃特福德樞紐站之間提供「新線」（即沃特福德直流電鐵線）服務時，由於貝克盧線列車將在皇后公園以北與 LNWR 列車共用新線，貝克盧線與區域線的電源被分開。結果，貝克盧線改為正常運作，即外側軌道為正極，中間軌道為負極。

### 列車車型

#### 目前車型
貝克盧線現時完全由倫敦地鐵1972年型列車運營。1983 年型列車全面取代該款列車於銀禧線服務後，1972 年型列車就從銀禧線調來貝克盧線服務。列車在石橋公園車廠進行維護。所有貝克盧線列車均採用倫敦地鐵的紅、白、藍三色塗裝，是倫敦地鐵網絡中使用的兩種列車尺寸中較小的一種，因為該線路在直徑較小的深層地下隧道運行。
2000 年代初，列車內部經過“深度清潔”，座位換成以藍色絨布鋪面。座位佈局有縱向和橫向兩種；有些車廂只有縱向座位。倫敦交通局財務與政策委員會於 2015 年 3 月 11 日的文件透露，由於車隊狀況出乎意料地差，1972 年型列車的維修計畫將比預期更昂貴。
2016 年初，一項為期四年的翻新計畫啟動，首批新外觀的車輛於 3 月在線上投入營運。每節車廂的內部都進行了清潔，座椅軟墊被其他線路上常見的 Barman 類型所取代，扶手和照明也進行了更新。每輛車都經過評估並進行維修工作，以確保車輛能夠安全運行。
根據倫敦交通局財務委員會 2021 年 11 月的文件，由於缺乏資金，現有列車的更換可能要到 2030 年代末或 2040 年代初才能進行。在這種情況下，列車在更換時將有 60-70 年的使用年限，約為其設計壽命的兩倍。自從懷特島最後一批英國鐵路483型電力動車組退役後，1972 年列車已成為英國仍在運行的最古老的常規載客列車。

#### 未來車型
1990 年代末，英國工黨政府啟動了公私合作夥伴關係計劃，以扭轉倫敦地鐵多年來投資不足的情況。根據合同，負責貝克盧線的私人財團 Metronet 原本預計在 2009 年型列車和 S 型列車交付後，為貝克盧線訂購 24 輛新列車。新列車原定於 2019 年投入使用。然而，Metronet 因成本超支於 2007 年倒閉，公私合作於 2010 年結束。
2010 年代中期，倫敦交通局開始訂購新的車輛，以取代皮卡迪利線、中央線、貝克盧線和滑鐵盧及城市線的列車。對新列車的可行性研究表明，新一代列車和重新信號系統可以使貝克盧線的運力提高 25%，達到每小時 27 列列車。
2018 年 6 月，西門子交通的 Inspiro 設計入選。 這些列車將採用開放式舷梯設計，門更寬，配有空調，並能夠透過新的信號系統自動運行。倫敦交通局只能負擔 15 億英鎊訂購皮卡迪利線列車的費用。不過，該局與西門子簽訂的合約包括未來為貝克盧線增訂 40 列列車的選擇權。這計劃在 2020 年代末皮卡迪利線列車交付後實現。

#### 昔日車型

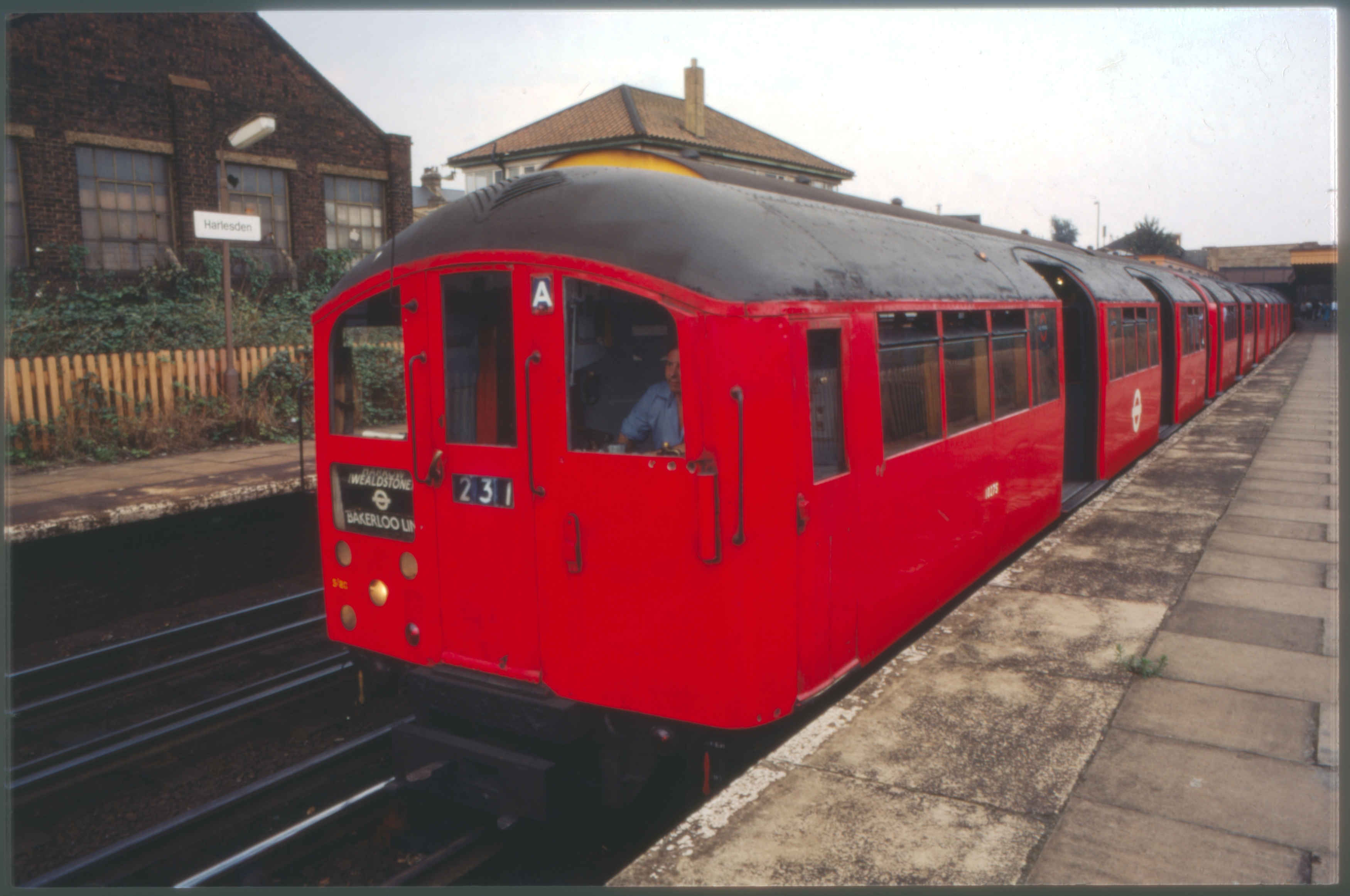
位於哈利斯登站的一列1938年型列車，正提供貝克盧線北行服務，目的地為哈羅及威爾德斯通站

貝克盧線於 1906 年開通，當時以在曼徹斯特特拉福德公園建造的閘型列車營運。為了配合女王公園的延伸工程，鐵路公司訂購了 12 輛倫敦地鐵 1914 年型列車，其中 10 輛來自拉夫堡的 Brush 公司，2 輛來自利茲鍛造公司。
為了營運女王公園以北的服務，伯明翰的大都會車廂、貨車和金融公司又建造了 72 輛車廂。這些列車被稱為沃特福德合資型列車，部分由貝克街及滑鐵盧鐵路公司擁有，部分歸倫敦及西北鐵路公司（後來的倫敦、米德蘭和蘇格蘭鐵路公司 (LMS)）所有。它們最初被塗上了 LNWR 的塗裝。它們沒有配備氣動門，而且速度慢且不可靠，因此到 1930 年，它們被標準型列車所取代（儘管 LMS 保留了一些合資型列車）。在 1930 年代的某些時候，以沃特福德為總站的列車車窗處有一條獨特的藍色條紋。
1932年，諾丁漢的卡梅爾·萊爾德（Cammell Laird）公司於1919年為皮卡迪利線製造的部分列車被轉移到貝克盧線。在建造時，該些列車是第一批配備氣動門的地鐵列車。這些列車後來被更多的標準型列車所取代，而標準型列車又被 1938 年型列車和 1949 年型列車所取代。
直到 1980 年代，貝克盧線主要由 1938 年型列車營運。 1972 年款列車於 1970 年代末曾於該線短暫運營，直至 1979 年銀禧線開通時轉移至該線路。從 1983 年起，貝克盧線的 1938 年型列車開始被北線的 1959 年列車取代，但這只是 1972 年型列車投入使用前的一項臨時措施。最後一列 1938 年型列車於 1985 年 11 月 20 日退役。從 1986 年起，1959 年型列車被調回北線，貝克盧線改由目前的 1972 年型列車提供服務。

### 車廠

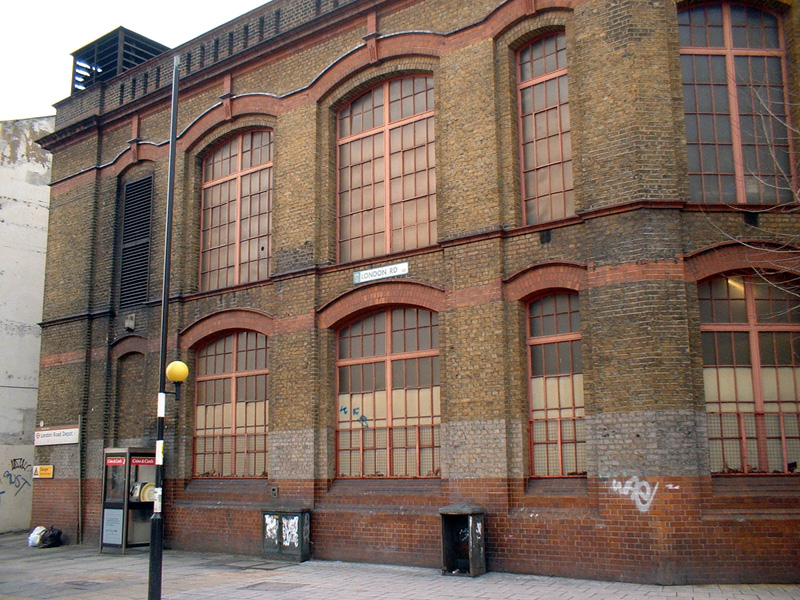
貝克盧線倫敦路車廠

貝克盧線目前由三個車廠負責維修，主車廠位於石橋公園於1978年4月9日啟用，原址為英國鐵路發電廠。原車廠於倫敦路（介乎象堡至蘭貝斯北）及一個女王公園北側的車廠，建於1915年。女王公園車廠是倫敦地鐵網絡中一較獨特的車廠，乘客列車會直接通過車廠。
貝克盧線仍有列車開往沃特福德時曾有一個額外的車廠，位於克諾斯萊綠地，這個車廠隨着貝克盧線服務的縮短於1985年11月關閉。
貝克盧線仍有史丹摩支線時，位於史丹摩支線的尼斯登車廠為主車廠，然而自從銀禧線取代史丹摩支線後，貝克盧線新建了石橋公園車廠。
倫敦路車廠較為特別，雖然車廠位於地面而軌道位於地底，兩者以短而陡的支線隧道連接。

## 歷史
貝克盧線的前身為貝克街及滑鐵盧鐵路（BS&WR）。

### 起源（1891-93年）
沿著 BS&WR 大致走線建造地下鐵路的想法早在 1865 年就已出現。1865 年，建造連接滑鐵盧和蘇格蘭場白廳一端的空氣動力鐵路的法案被呈上英國國會，並於同年獲得御准。車廂會以被空氣吸入或吹走的形式行走於蘇格蘭場和滑鐵盧車站之間（兩端相距約1公里），途中穿過鋪設在泰晤士河河底壕溝中的鍛鐵管道。三年後，一場金融恐慌導致該計劃崩潰，該計劃隨後被放棄。1882 年，於查令十字至滑鐵盧興建電氣鐵路的法案獲通過，成為《1882 年查令十字及滑鐵盧電氣鐵路法》（45 & 46 Vict. c. cclv）。西門子兄弟公司的威廉·西門子爵士曾擔任後來該項目的電氣工程師。該項目以失敗告終，在資金耗盡之前只在維多利亞堤岸地底修建了一條 18 米長的隧道。
根據 BS&WR 公司在 1906 年出版的一本小冊子，修建貝克街及滑鐵盧鐵路的想法“最初源於西敏的幾個商人希望縮短往返於羅德板球場的時間”，以便他們能夠觀看最後一小時的比賽，而不必太早離開辦公室。他們意識到，連接倫敦市中心南北的地下鐵路線將滿足“人們長期以來對交通設施的渴望”，並且“因此將帶來巨大的經濟成功”。世界上第一條深層管道地鐵——城市及南倫敦鐵路於 1890 年 11 月開通後，就在營運的第一年運送了510萬名乘客，該成功啟發了貝克街及滑鐵盧鐵路公司，並證明了建造深層地鐵的可行性。
1891 年 11 月，有通告稱，一項建造 BS&WR 的私人法案將提交給英國國會。該鐵路走線北自貝克街西邊的新街（現梅爾科姆街）與多塞特廣場交界處，南至滑鐵盧車站南側的詹姆斯街(現斯珀路) ，全線均在地下。路線從貝克街出發，向東穿過馬里波恩路下方，然後向南繞過公園新月街，沿著波特蘭坊、朗豪坊和攝政街到達皮卡迪利圓環。然後，它將穿過乾草市場、特拉法加廣場和諾森伯蘭大道，然後穿過泰晤士河到達滑鐵盧車站。當時法案中沒確立使用纜車牽引還是電力牽引作為牽引列車的方式。
1892 年英國國會另外亦收到三項類似的新地鐵線建造法案，為了確保採取一致的做法，國會成立了一個聯合特別委員會來審查這些法案。該委員會就深層管道地鐵建設和運營的各項事宜收集了證據，並就隧道直徑、牽引方法和通行權的授予提出了建議。在否決了在牛津廣場和貝克街之間皇家財產局和波特蘭公爵擁有的土地上建造車站的法案後，委員會允許 BS&WR 法案進入正常國會審議階段。
該路線獲得批准，法案於 1893 年 3 月 28 日獲得御准，成為《1893 年貝克街及滑鐵盧鐵路法》（56 & 57 Vict.c. iv）。獲批的設站位置在貝克街、牛津廣場、皮卡迪利廣場、特拉法加廣場、堤岸和滑鐵盧，車廠位置則位於該線南端的詹姆斯街和下沼澤地。

### 尋找資金（1893-1903年）
儘管貝克街及滑鐵盧鐵路公司（BS&WR）已獲得建造鐵路的許可，但仍需要籌集建設資金。除了該公司外，同一時間另有四家地鐵公司在尋找投資者以落實新地鐵線的建設計劃（除了中倫敦鐵路外，其餘鐵路計劃的相關法案均於1892年呈上英國國會）：
| 新地鐵線建造計劃                 | 相關鐵路法獲御准的日期 |
| -------------------------------- | ---------------------- |
| 中倫敦鐵路                       | 1891年8月5日           |
| 大北部及城市鐵路                 | 1892年6月28日          |
| 滑鐵盧和城市鐵路                 | 1893年3月8日           |
| 貝克街及滑鐵盧鐵路               | 1893年3月28日          |
| 查令十字、尤斯頓和漢普斯特德鐵路 | 1893年8月24日          |

最早通車的地鐵城市及南倫敦鐵路也正在籌集資金，用於延伸其現有線路。上表的鐵路計劃中，只有滑鐵盧和城市鐵路能夠毫無困難地籌集資金，因為這條路線最短，並且得到倫敦及西南鐵路公司的支持，並保證派息。對於 BS&WR 、其他公司以及後來出現的其他鐵路公司來說，在接下來的十年中，他們大部分時間都在一個缺乏興趣的市場中苦苦掙扎，難以找到融資。
當時，鐵路法對強制徵收土地和籌集資金規定了時間限制，以鼓勵鐵路公司盡快完成其線路的建設，並阻止未使用的權限無限期地阻止其他提案，《1893 年貝克街及滑鐵盧鐵路法》亦沒有例外。為了維持這些權力，BS&WR 於 1895 年 11 月宣布了一項新法案，其中包括延長期限的申請。 1896 年 8 月 7 日，《1896年貝克街和滑鐵盧鐵路法》（59 & 60 Vict. c. ccxxvii）獲得御准，BS&WR 獲得了額外的時間以及籌集 10 萬英鎊額外資本的許可。
1897 年 11 月，BS&WR 公司與倫敦及環球金融公司（L&GFC）達成交易，後者是一家礦業金融公司，由礦業投機者惠特克·賴特（Whitaker Wright）經營、達弗林勳爵擔任主席。 L&GFC 將負責資助和管理該建設，並從中獲取利潤。預計建造成本為 1,615,000 英鎊（相當於今天的2.3億英鎊）。 L&GFC 以自己的董事取代了 BS&WR 公司的董事，並簽訂了建築合約。賴特透過在美國和英國推銷金礦和銀礦賺取了巨額財富，並將 BS&WR 視為實現 L&GFC 資產多元化的一種方式。
1899 年，賴特透過操縱 L&GFC 各子公司的帳目，欺詐性地隱瞞了該公司一座礦場的巨額虧損。 BS&WR 公司的支出也很高，截至 1900 年 11 月，L&GFC 已支出約 65 萬英鎊（相當於今天的8883萬英鎊）。在 1900 年 11 月的招股說明書中，該公司預測每年可從客運量中獲得 26 萬英鎊的收入，營運費用為 10 萬英鎊，扣除利息支付後，剩餘 138,240 英鎊可用於分紅。然而，僅僅一個月後，賴特的詐欺行為就被發現，L&GFC 及其多家子公司倒閉。隨後，賴特本人在皇家司法院接受審判時服氰化物自殺。
BS&WR 公司曾一度艱難地堅持了下來，透過催收未付的股份來為建設工作提供資金，但工程最終還是暫停了，部分建成的隧道亦被廢棄。倒閉前，L&GFC 曾試圖將其在 BS&WR 公司的權益以 50 萬英鎊的價格出售給以阿爾伯特·L·約翰遜為首的美國財團，但未能成功。然而，它引起了以金融家查爾斯·耶基斯為首的另一個美國財團的興趣。經過數月與 L&GFC 清盤人的談判，耶基斯以 36 萬英鎊加利息（相當於今天的4937萬英鎊）收購了 BS&WR 公司。他曾參與1880-90年代芝加哥有軌電車系統的建設。他於 1900 年來到倫敦，並收購了多家陷入困境的地下鐵路公司。耶基斯財團於 1900 年 9 月首次收購了查令十字、尤斯頓及漢普斯特德鐵路公司。 1901 年 3 月，它購買了區域鐵路的大部分股份，並於同年 9 月接管了布朗普頓及皮卡迪利圓環鐵路以及大北部及河岸鐵路公司。 BS&WR 公司成為倫敦地下電氣鐵路公司（UERL）的子公司。 UERL 是由耶基斯創立的，旨在籌集資金建造地鐵並為區域鐵路進行電氣化。 UERL 的資本為 500 萬英鎊，大部分股份出售給海外投資者。耶基斯是 UERL 的主席，其他主要投資者包括投資銀行 Speyer Brothers（倫敦）、Speyer & Co.（紐約）和舊殖民地信託公司（波士頓）。隨後 UERL 進一步發行股票，到 1903 年共籌集到 1800 萬英鎊（相當於今天的24.4億英鎊），用於 UERL 的所有項目。與耶基斯在美國實施的許多計劃一樣，UERL 的財務結構非常複雜，涉及使用與未來收益掛鉤的新型金融工具。對客運量過於樂觀的預期導致許多投資者未能獲得預期的回報。

### 1893年至1904年路線規劃

#### 核心路段成形（馬里波恩至滑鐵盧）

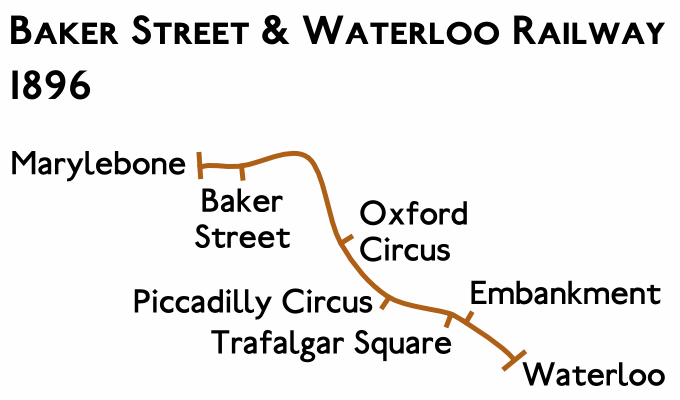
1896年獲准興建的路線，北端總點為馬里波恩（Marylebone）、南端總站為滑鐵盧（Waterloo）

在貝克街及滑鐵盧鐵路公司籌集資金的同時，它繼續制定路線計劃。 1895 年 11 月的法案尋求權力修改擬議路線的北端終點，並將其從先前的終點：多塞特廣場東南角延伸約 200 米，至哈伍德廣場東南角。哈伍德廣場即當時正在建設的曼徹斯特、謝菲爾德和林肯郡鐵路從中英格蘭延伸至倫敦的新終點站，即馬里波恩站的預定所在地 。擴建工程和在馬里波恩新建車站的批准也包括在《1896 年貝克街與滑鐵盧鐵路法》（59 & 60 Vict.c. ccxxvii）。

#### 擱淺的尤斯頓支線及南延計劃
1897 年 11 月 26 日，新十字和滑鐵盧鐵路公司 (NC&WR) 公佈了將呈上 1898 年國會的法案細節。 NC&WR 是由國會議員詹姆斯·希思 (James Heath) 發起的獨立公司，該公司計劃建造兩條獨立的地鐵線路，直接連接到貝克盧線，南段路線將從滑鐵盧站向東南延伸，北段則會於馬里波恩路附近從貝克盧線向東延伸出一分支。

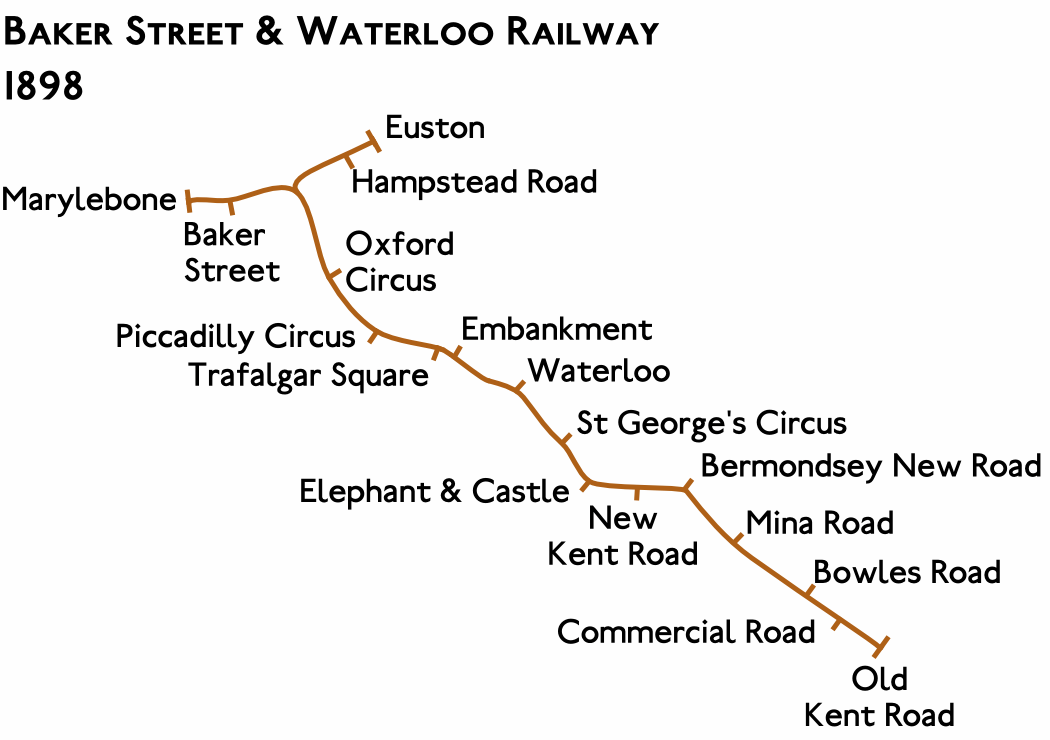
1898年被英國國會否決的路線，其中貝克盧線會南延至老肯特路（Old Kent Road），北端則有分支向東前往尤斯頓車站（Euston）

NC&WR 的南段計劃與滑鐵盧車站西側貝爾維第路下的貝克盧線隧道相連，然後向東穿過滑鐵盧車站下方，至毗鄰滑鐵盧東站的桑德爾街下方，並於該處設站。當時計畫的路線是穿過滑鐵盧路、聖喬治廣場和倫敦路，到達象堡。路線隨後沿著新肯特路和老肯特路一直延伸到倫敦、布萊頓及南海岸鐵路的老肯特路站（該站於 1917 年關閉）。滑鐵路站至老肯特路站之間的路段將由北至南在下列位置設站：
- 聖喬治廣場
- 象堡（NC&WR 車站將與城市及南倫敦鐵路的地下車站換乘，並連接到倫敦、查塔姆及多佛鐵路的地上車站）
- 新肯特路與芒頓路的交界處
- 新肯特路與老肯特路的交界處以及
- 老肯特路與米納路、鮑爾斯路和商業路的交界處。

發電站將設在老肯特路南側與聖詹姆斯路交界處、穿過大薩里運河（現已填埋）的地方，運河將提供燃料的運輸路線和水源。計劃還包括建造隧道，將貝克盧線在滑鐵盧的擬議車廠與 NC&WR 的路線連接起來，使列車能夠雙向進出。
NC&WR 的北段路線是從公園新月街下方的貝克盧線彎道向北分支出來。然後先在攝政公園下方轉向東、再在朗福德街和德拉蒙德街下方運行，最終於尤斯頓車站下方、西摩街（現為埃弗肖爾特街）西側設終點站。德拉蒙德街和漢普斯特德路的交界處將設立一個中間站。
該法案已提交給國會，但在 1898 年國會期內未獲通過，以後亦再沒有相關的消息。

#### 1899 年貝克街及滑鐵盧鐵路法案

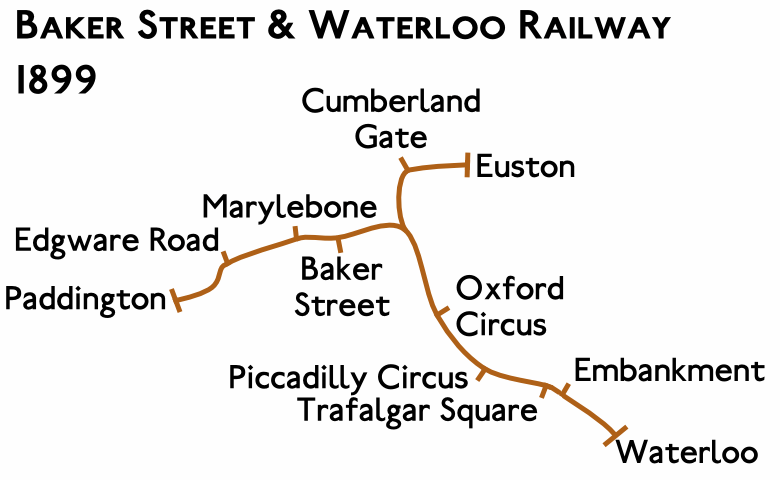
1899年被英國國會否決的路線

儘管貝克街及滑鐵盧鐵路（BS&WR）公司已於 1898 年 8 月開展鐵路建設工作，但仍在繼續制定新的路線計劃。 1898 年 11 月 22 日 BS&WR 公司發布將呈上 1899 年英國國會的法案，案中要求為建設工程提供更多時間、批准興建兩段北延線、批准對已批路線所進行的部分修改。第一段北延線與前一年 NC&WR 的計劃類似，是從已經批准的公園新月街下方路線分支出來，但隨後沿著比 NC&WR 更往北的路線，從攝政公園下方穿過公園位於切斯特路和坎伯蘭門之間的一段外環路，並計劃在那裡建造一個車站。路線隨後經過坎伯蘭西街（現為納許街）、坎伯蘭市場、坎伯蘭東街和愛德華街（現為瓦恩德爾街），最後抵達尤斯頓車站西側、卡丁頓街下方的終點站。
第二段北延線是從馬里波恩向西延伸，穿過大詹姆斯街和貝爾街（現均為貝爾街）下方至科利特街，然後向南轉達大西部鐵路帕丁頓車站以東的大交匯運河帕丁頓盆地。在線路轉向西北之前，將在盆地東西主軸的正下方設立一個車站，在兩條隧道合併成一條之前，在主線車站和盆地之間運行。隨後，該條隧道轉向東北，穿過小威尼斯東部的攝政運河，然後到達地面，並在布洛姆菲爾德路北側設立車廠。 BS&WR 公司還計劃在帕丁頓建造一座發電站 。
就已批路線的修改則是將路線位於滑鐵盧的最南一段向南移動到阿丁頓街下方 。正如 BS&WR 公司在 1906 年所說的那樣，這些計劃的目的是「利用南倫敦電車的巨大客流量，並通過直達線路連接幾個最重要的鐵路終點站」。
倫敦第一條地下鐵路大都會鐵路（MR）自 1863 年以來一直營運內環線北部，該線連接帕丁頓和尤斯頓。 MR 認為上述法案的兩條北延伸線與其內環線服務構成競爭，並對此表示強烈反對。國會接受了反對意見；當《1899 年貝克街和滑鐵盧鐵路法》（62 & 63 Vict.c. cxcii）於 1899 年 8 月 1 日獲御准時，該法僅批准延長運營時間和滑鐵盧站一段的走線更改。

#### 帕丁頓北延線獲批准

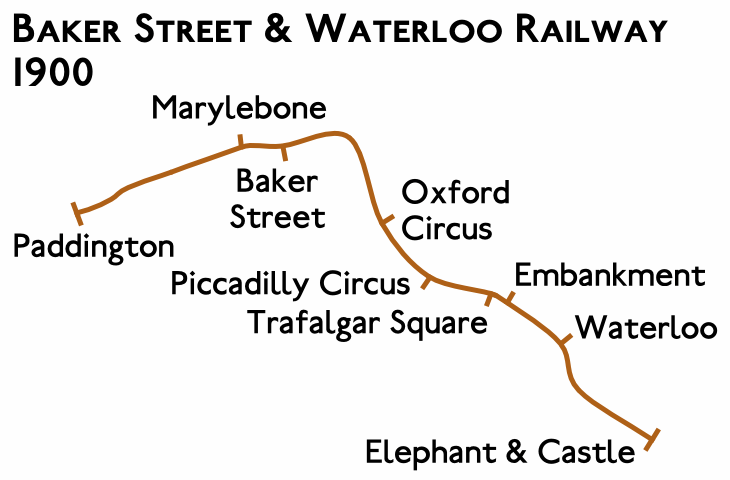
1900年的獲批路線，其中貝克盧線北端總站為帕丁頓（Paddington）、南端總站為象堡（Elephant & Castle）

1899 年 11 月，BS&WR 公司宣布了一項將呈上 1900 年國會的法案，以尋求批准興建貝克盧線南、北延線。北延線是從馬里波恩至帕丁頓，終點站在帕丁頓主線車站以東的主教路（現為主教橋路）與格洛斯特臺的交界處，站體將在主教路下方，並透過伊斯特本臺下方的行人隧道與主線車站相連。南延線則從滑鐵盧出發，經西敏橋路和聖喬治路下方延伸，終點為象堡。正如 NC&WR 兩年前的計劃一樣，BS&WR 將在象堡與城市及南倫敦鐵路的車站連接。南延線還包括在聖喬治廣場南部的貧困盲人學校舊址上建造發電站、車廠及進入車廠的支線。
北延線是為了允許 BS&WR 以後向西延伸至皇家橡或威爾斯登，這些地區已經由 MR 提供服務，因此 MR 再次反對該計劃。這次，BS&WR 法案取得成功，延線獲得御准。《1900 年貝克街與滑鐵盧鐵路法》（63 & 64 Vict.c. ccxxv）於 1900 年 8 月 6 日頒布。

#### 1902年至1904年期間的細微修改

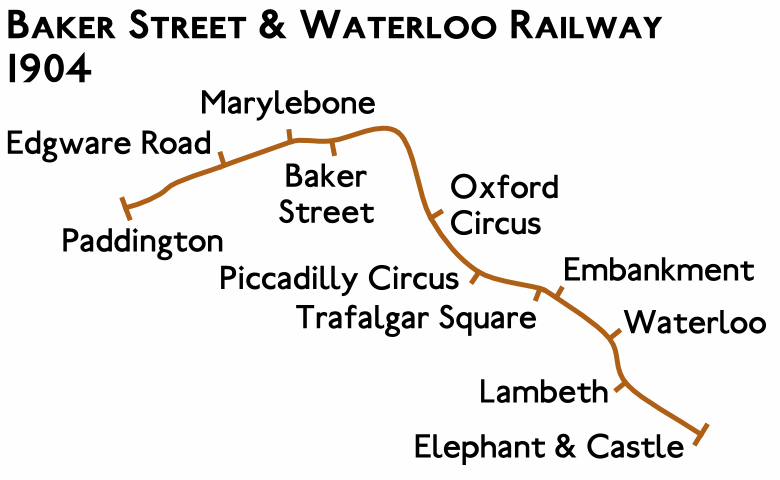
1904年的獲批路線，其中貝克盧線增設了埃奇韋爾路（Edgware Road）、攝政公園和蘭貝斯（lambeth）站

為了彌補 L&GFC 倒閉後損失的時間並恢復 BS&WR 的財務狀況，BS&WR 公司於 1901 年 11 月公佈了一項法案，尋求再次延長期限並獲得更改其資金安排的許可。該法案被批准為《1902 年貝克街和滑鐵盧鐵路法》（2 Edw. 7.c. cclv），於 1902 年 11 月 18 日頒布。
在 1903 年的英國國會上，倫敦地下電氣鐵路公司（UERL）公佈了針對 BS&WR 及其他地鐵的法案，尋求通過將興建 BS&WR 以及查令十字、尤斯頓和漢普斯特德鐵路（CCE&HR）的權力轉移給大北方、皮卡迪利和布朗普頓鐵路（GNP&BR）來合併這三家公司的許可。 BS&WR 法案還包括要求進一步延長建造期限以及於蘭貝斯徵收土地以興建變電站的權力。合併案被議會否決，但土地徵收和工期延長分別在《1903 年貝克街和滑鐵盧鐵路法》（3 Edw. 7.c. clxii）和《1903 年貝克街和滑鐵盧鐵路（延長時間）法》（3 Edw. 7.c. ccxvi）獲批，兩法皆於 1903 年 8 月 11 日獲得御准。
在 1904 年的英國國會上，BS&WR 尋求並獲得了在蘭貝斯、攝政公園和埃奇韋爾路設立新車站的許可。

### 建造工程（1898–1906年）
BS&WR 工程於 1898 年夏天開始動工，由本傑明·貝克爵士（福斯橋聯合設計者）、W.R. 加爾布雷斯和 R.F. 丘奇負責指導。該工程由位於堡區的 Perry & Company of Tregedar Works 公司負責完成。
初時主要施工地點位於泰晤士河上亨格福德橋以南不遠處的一個大型臨時碼頭平台上。當時，它被描述為「一個由工場、辦公室和一座發電站組成的小村莊，發電站為機器提供電力，並在施工期間提供照明。」平台寬 15 米，距離亨格福德橋一號橋墩 110 米，距離泰晤士河北岸 46 米。最初計劃是從南岸附近開始這項工程，用一座橋將平台與學院街連接起來——學院街是一條現已消失的道路，位置在今日的銀禧花園。然而，試驗鑽孔顯示泰晤士河下方的礫石層有一個很深的凹陷，據推測這是為失敗的查令十字和滑鐵盧鐵路項目進行疏浚的結果。這導致施工地點被遷移至河的北側。

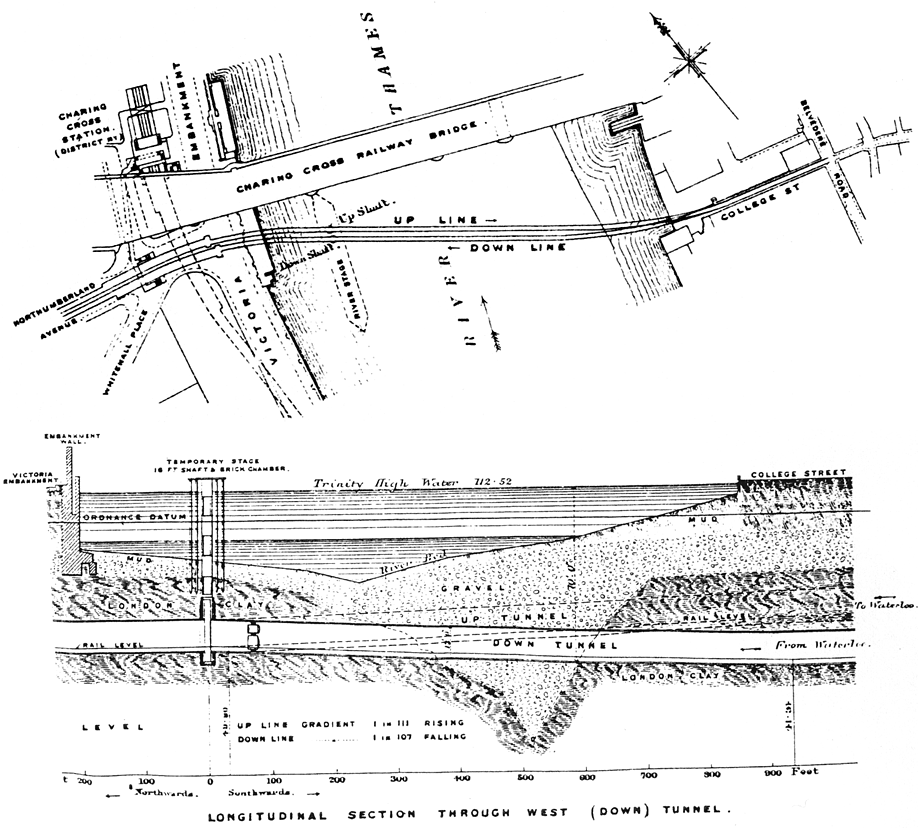
貝克盧線與泰晤士河底建造主隧道的工程位置示意圖

兩個沉箱沉入平台下方的河床。從那裡開始，各個方向的隧道都採用 Barlow - Greathead 隧道盾構機進行建造，其設計與建造城市及南倫敦鐵路時所使用的盾構機類似。北、南行隧道先後分別於 1899 年 2 月、1900 年 3 月開始修建。從技術上講，這是工程中最困難的階段，因為它需要在河下挖掘隧道。隧道工人在高達 240 千帕的壓縮空氣中工作，以防止水滲入挖土坑內。然而，隧道曾多次發生破裂，逸出的空氣造成“井噴”，水柱最高可達河面以上 0.76 米。其中一次井噴事故擾亂了 Doggett's Coat and Badge 划船比賽。透過以河流為隧道施工的中心，該公司能夠將挖出的泥土運送到駁船上，並以相同的方式運送所需材料，從而避免了透過街道運輸大量材料。車站附近也進行了隧道施工，尤其是在皮卡迪利圓環。以當時的技術水平來看，隧道工人的工作精度相當高；從泰晤士河向北挖掘的隧道最終與從皮卡迪利廣場向南挖掘的隧道相遇，並在乾草市場地下交匯，偏差僅為 1.9 厘米。
隧道襯砌由 2.22 厘米厚的鑄鐵段組成 ，這些鑄鐵段鎖在一起形成一個內徑為 3.66 米的環。一旦環完成，就透過段上的孔注入水泥漿，以填補環外緣和被挖掘表層之間的任何空隙，從而減少沉降。1899 年 11 月，北行隧道抵達特拉法加廣場，部分車站工地開始動工，但 1900 年 L&GFC 公司倒閉導致工程逐漸停頓。當 UERL 於 1902 年 4 月成立時，BS&WR 50% 的隧道工程和 25% 的車站工程已經完成。資金到位後，工程重新開始，並以每週 22.25 米的速度進展。到 1904 年 2 月，象堡與馬里波恩之間車站的隧道和地下部分幾乎全部完工，車站建築的建設也開始進行。隨著其他地方的工程繼續進行，增設的車站也被納入其中，牛津圓環站的地下站體在貿易委員會檢查後被更改設計； 1905年底，第一批測試列車開始運行。儘管 BS&WR 公司獲准將路線延伸至帕丁頓，但埃奇韋爾路站以西沿線並未開展任何工程。
BS&WR 使用透過軌道電路操作的西屋自動號誌系統。它根據前方軌道上是否有火車來控制號誌。信號燈包含一個手臂，當信號燈為紅色時，手臂就會舉起。如果火車在紅燈時沒有停下來，該機械手臂就會啟動火車上的“煞車栓”，自動煞車。
BS&WR 車站的地面建築使用了建築師萊斯利·格林的設計，帶有 UERL 自身風格。這是由兩層鋼結構建築組成，外牆為紅色釉面陶土塊，上層設有寬大的半圓形窗戶。這些建築物採用平屋頂設計，以便為商戶建造額外的樓層，從而最大限度地利用該物業的空中權。雖然如此，特拉法加廣場站和攝政公園站的出入口沒有附設地面建築。滑鐵盧站設有一個簡單的 UERL 風格的拱門入口，亦沒有車站建築。除了堤岸站設有通往月台的斜道外，其他每個車站都配備了兩到四部電梯，並在單獨的井道中配備了緊急螺旋樓梯。該些電梯由美國製造商奧的斯提供，成對安裝在直徑為 7.01 米的井道內。電梯的數量取決於車站的預期乘客需求：例如，同期建造的漢普斯特德站有 4 部電梯，但查爾克農場站和莫寧頓街站各只有 2 部電梯。 在月台層，牆磚上印有車站名稱以及由格林設計的獨特幾何圖案和配色方案。
- 牛津圓環站貝克盧線入口：從街角可以看到紅色釉面陶土建築的兩個立面。地上一層的每個立面上都有兩個寬闊的半圓形窗戶，窗戶上方是齒狀簷口。窗戶下方，車站名稱「牛津廣場」以金色字體刻在陶土板上。建築的底層兩層以上擴建為辦公室，並擁有華麗的波特蘭石外牆。
- 1907 年啟用、埃奇韋爾路站（貝克盧線）售票處的原有窗口，售票處窗戶精緻，鋪綠色陶瓦，窗戶上方寫著「TICKETS」（售票處），左右兩側分別寫著「OUT」（出）和「IN」（進）
- 攝政公園站月台右側牆壁上鑲嵌著「攝政公園」（Regent's Park）字樣的瓷磚，沿著牆壁可以看到幾何圖案的裝飾

BS&WR 最初計劃由位於南華克區聖喬治路的專用發電站為該線和車站提供電力。該計劃在 1902 年被放棄，電力由 UERL 運營的洛茲路發電廠提供。 鐵路沿線安裝了 6 台通風風扇，每分鐘通過管道抽出 524 立方米的空氣，再通過車站屋頂的排氣管排出。新鮮空氣透過電梯和樓梯井從地面被抽入，從而補充了隧道中的空氣。為了降低火災風險，車站月台採用混凝土和鐵建造，枕木則由防火的澳洲木材桉樹或紅柳桉製成。
這條永久軌道的設計不同於倫敦以前的地鐵，以前的地鐵採用在隧道上鋪設木樑的軌道，而管道底部則保持開放。這種方法導致了 BS&WR 管理層認為不可接受的振動程度。為了減少振動，工程人員將枕木安裝在由沙子和水泥漿製成的支架上，枕木的末端放在運行軌道下方相對較軟的碎石道碴上。一條排水溝位於軌道中部下方，與鐵軌平行。鐵軌本身異常短——只有 11 米長——因為這是通過豎井運送然後水平轉動運送到隧道的最大許可長度。電力透過鋪設在軌道中間和外側的第三條（正極）和第四條（負極）軌道供電，就像區域鐵路一樣。

### 通車

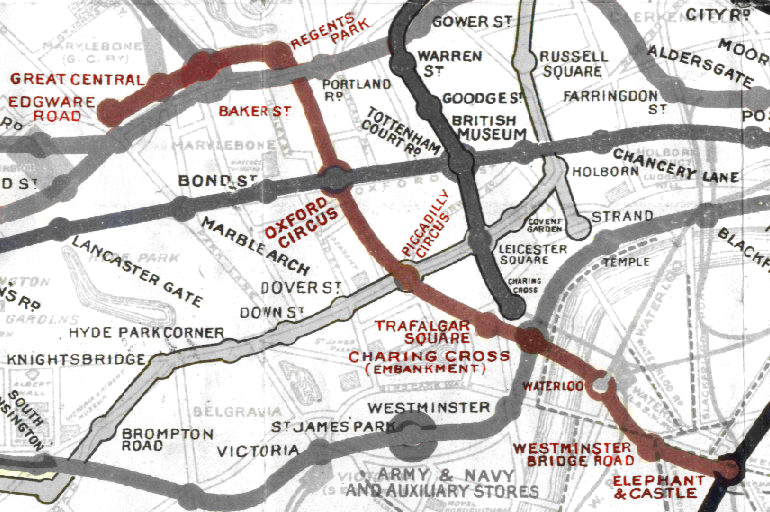
1908年時貝克街和滑鐵盧鐵路的路線圖。大中央和埃奇韋爾路站所在的延伸線於 1907 年開通。圖中貝克街和滑鐵盧鐵路被標示為褐色

1906 年 3 月 10 日，倫敦郡議會主席埃德溫·康沃爾爵士主持了貝克街及滑鐵盧鐵路的正式開通儀式，首通段為貝克街至肯寧頓路站。通車後不久，《倫敦晚報》專欄作家“Quex” 創造了「貝克盧」（“Baker-loo”）這個縮寫名稱，這個名稱很快流行起來，並從 1906 年 7 月開始正式使用 ，出現在當時的地鐵路線圖上。然而，《鐵道雜誌》對這個綽號表示譴責，該雜誌抱怨道：「半便士報紙在使用綽號方面或許有一定的自由，但對於一條鐵路公司來說，採用這樣一個下流的名稱，並不是我們對它應有的期望。英國的鐵路職員應該更有尊嚴，不應這樣做。」
貝克街至埃奇韋爾路段施工期間，列車會運行至貝克街站以西、馬里波恩站東側的交叉口處掉頭。該段於1907年分兩階段通車。埃奇韋爾路站於當年 6 月 15 日啟用後，貝克盧線由北至南設有以下車站：
| 車站         | 啟用日期           | 備註 |
| ------------ | ------------------ | --- |
| 埃奇韋爾路   | 1907 年 6 月 15 日 | |
| 大中央       | 1907 年 3 月 27 日 | 即現馬里波恩站。在規劃階段，該站站名與其服務的主線車站（即馬里波恩）相對應。馬里波恩站為大中央鐵路的倫敦總站。後應大中央鐵路董事長薩姆·費伊的要求，它改名為大中央。 |
| 貝克街       | 1906 年 3 月 10 日 | 乘客可轉乘大都會鐵路 |
| 攝政公園     | 1906 年 3 月 10 日 | |
| 牛津圓環     | 1906 年 3 月 10 日 | 乘客可轉乘中倫敦鐵路 |
| 皮卡迪利圓環 | 1906 年 3 月 10 日 | 乘客可轉乘大北部、皮卡迪利及布朗普頓鐵路 （即現皮卡迪利線） |
| 特拉法加廣場 | 1906 年 3 月 10 日 | 即今查今十字站 |
| 堤岸         | 1906 年 3 月 10 日 | 設轉乘通道前往區域鐵路的查令十字站，兩站現已統一稱堤岸站 |
| 滑鐵盧       | 1906 年 3 月 10 日 | |
| 肯寧頓路     | 1906 年 3 月 10 日 | 後改稱西敏橋路，現稱蘭貝斯北站 |
| 象堡         | 1906 年 8 月 5 日  | |

### 車輛、票價和時刻表

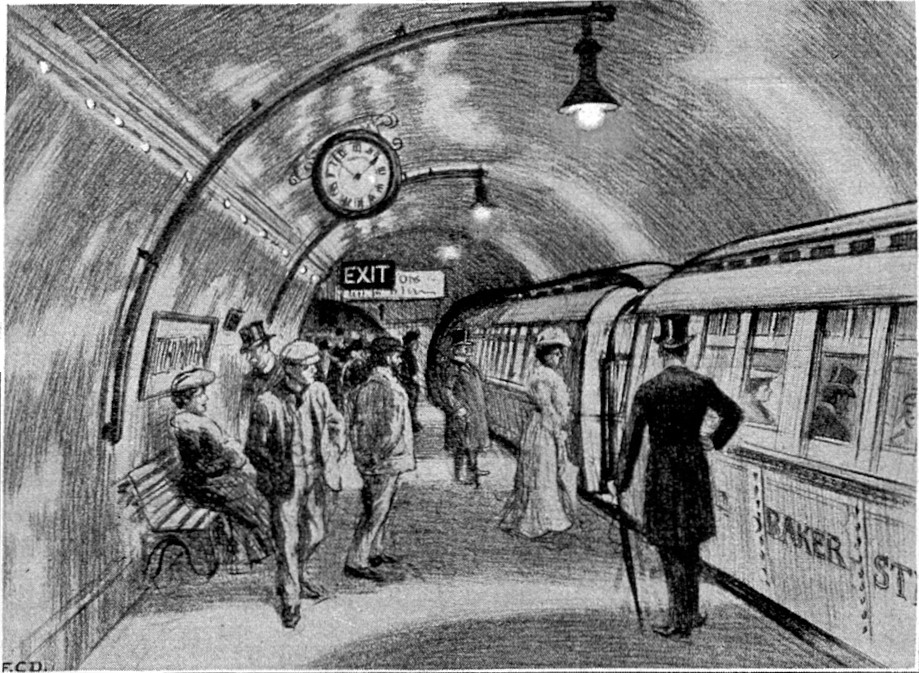
草圖顯示大約有十幾個人站在地鐵月台上，一列火車停在月台上，乘客正在等待通過車廂末端的格子閘門登上 BS&WR 列車。列車內還可以看到幾個人，列車側面印有「貝克街」（Baker St.）字樣。

列車服務由一支以 108 輛車廂組成的車隊提供，這些車廂由美國汽車鑄造公司在美國為 UERL 製造並在曼徹斯特組裝。這些列車透過鐵路運往倫敦，但由於 BS&WR 當時沒有連接至其他鐵路，車廂必須用馬車穿過城市，以抵達倫敦路車廠。
車廂以電力動車組的形式運行，不需機車牽引。乘客透過車廂兩端的折疊格子門上下列車；這些閘門由站在月台外面的閘門工人操作，並在列車到達時播報車站名稱。該款列車隨後被用於皮卡迪利線和漢普斯特德鐵路（即查令十字、尤斯頓及漢普斯特德鐵路，現為北線的一部分），並在倫敦地鐵中被稱為 1906 年型列車或閘型列車。列車停泊在肯寧頓路車站南邊的倫敦路車廠。列車透過從車廠向北駛入肯寧頓路站開始載客服務。
貝克盧線工作日（含週六）運營時間為早上 5:30 至凌晨 12:30，週日運營時間為早上 7:30 至中午 12 點。通車時的標準單程票價為 2 便士。（「工人票」，即 2 便士回程票可在早上 7 點 58 分前購買）還有一本含有 25 張票的票冊，價格為 4 先令。然而，原來的單一票價於 1906 年 7 月被取消，取而代之的是 1 便士至 3 便士之間的分級票價。1906 年 11 月，BS&WR 公司開始發售季票，以及適用於區域鐵路（在堤岸站轉乘）的通票，並於翌年 12 月開始發售適用於中倫敦鐵路（經牛津圓環站轉乘）的通票。 1908 年 10 月，BS&WR 公司取消了季票，代之以票條，以六張單程票為一條出售，可用於貝克盧線、皮卡迪利線和漢普斯特德鐵路。
1906 年中期 BS&WR 的服務頻率如下：
工作日
- 早上 5:30 至 7:30：每 5 分鐘一班
- 上午 7:30 至晚上 11:30：每 3 分鐘一班
- 晚上 11:30 至凌晨 12:30：每 6 分鐘一班

週日
- 上午 7:30 至上午 11 點：每 6 分鐘一班
- 上午 11 點至中午 12 點：每 3 分鐘一班[82]

### 合作與鞏固，1906-10年

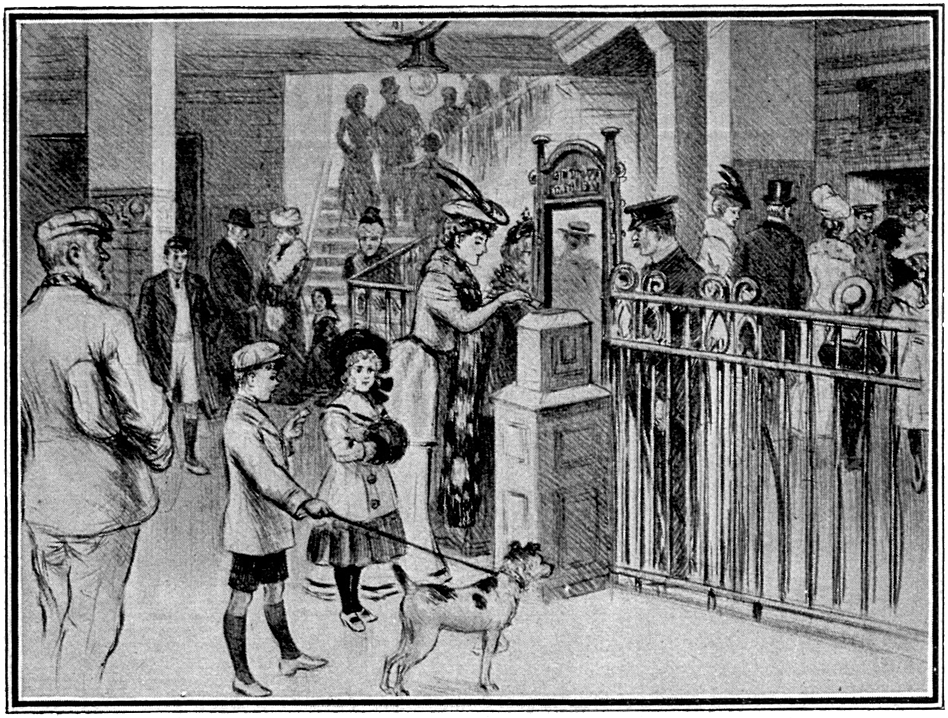
貝克街和滑鐵盧鐵路車站開通第一週的乘客素描。進入月台區域時必須交出車票。圖中一位穿著時髦衣服的年輕女子正將票放入盒子中，準備通過閘口。一名身穿制服的檢查員在一旁看著。兩個孩子帶著一隻狗，手裡拿著票在等待輪到自己。背景還可以看到其他人。

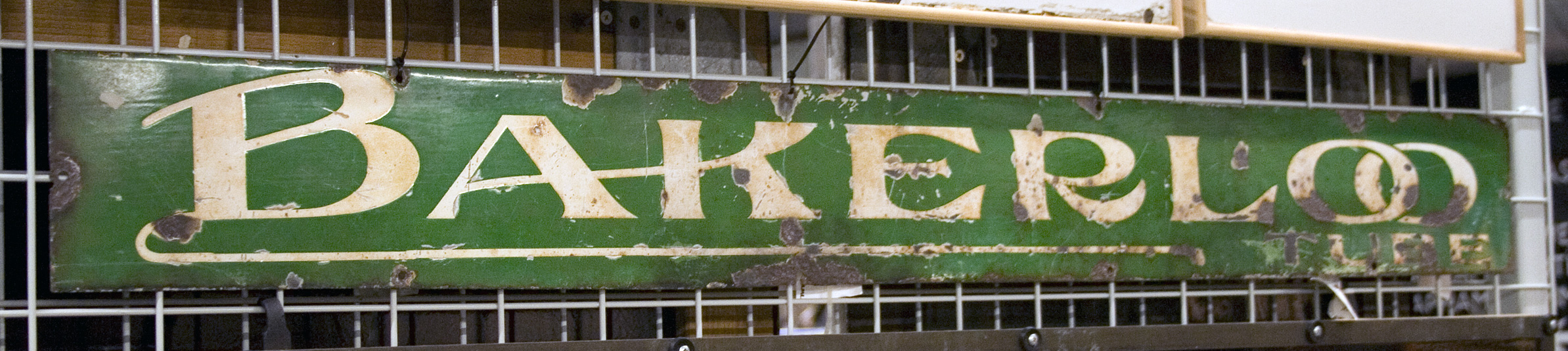
最初的貝克盧地鐵 "Bakerloo Tube" 綠色金屬標誌

儘管 UERL 成功融資並建成了多條地下鐵路，但其地鐵通車並沒有帶來預期的財務成功。貝克盧線通車後的頭十二個月，共運送乘客 2,050 萬人次，不到該線規劃時預計的 3,500 萬人次的 60%。 UERL 曾預測，皮卡迪利線和漢普斯特德鐵路營運頭一年的客流量分別為 6,000 萬人次和 5,000 萬人次，但實際客流量分別只有 2,600 萬人次和 2,500 萬人次。UERL 亦曾預測區域鐵路電氣化後乘客人數將增加到 1 億人次，但實際上只有 5,500 萬人次。由此可見乘客數量都只達到了目標的 50% 左右，證明 UERL 對屬下路線的客量預測都過份樂觀。貝克盧線開通當天有 3.7 萬人使用，但在開通後的幾個月裡，每天只有大約 2 萬至 3 萬人使用該線。 BS&WR 列車的車廂數量在繁忙時段減少到三節，非繁忙時段僅為兩節。《每日郵報》 1906年 4 月報道稱，繁忙時段貝克盧線列車在同一時間的載客量不到 100 人。該線的不幸還在繼續：開通僅兩週後，1906 年 3 月 26 日，貝克盧線發生了第一起死亡事故，列車長約翰·克里格在肯寧頓路車站被夾在列車和隧道壁之間。
乘客數量低於預期，部分原因是深層管道地鐵和淺層地鐵公司之間的競爭，但有軌電車和巴士的引入，取代了速度較慢的馬拉公路運輸，導致大量乘客不再乘坐地鐵。《每日鏡報》在 1906 年 4 月底指出，與票價僅 1 便士的同等巴士服務相比，貝克盧線的性價比很低。每次旅程，乘客都不喜歡在火車和電梯之間走太遠。此類問題不僅限於 UERL；倫敦的七條深層管道地鐵線、淺層的大都會鐵路和區域鐵路都受到一定程度的影響。由於乘客數量減少而產生的收入減少使得 UERL 和其他鐵路公司難以償還借入的資本或向股東支付股息。
從 1907 年起，為了改善財務狀況，UERL、城市及南倫敦鐵路、中倫敦鐵路和大北部及城市鐵路開始引入票價協議。從 1908 年起，上述鐵路開始以地下鐵路（Underground）這個共同品牌來展示自己。
UERL 的三家地鐵公司（BS&WR、GNP&BR 和 CCE&HR 公司）在法律上仍然是獨立的實體，擁有自己的管理、股東和股息結構。這三家公司之間存在重複的管理，為了精簡管理並減少開支，UERL 於 1909 年 11 月宣布了一項法案，將三家公司合併為一個實體，即倫敦電氣鐵路，但該三條線路會保留各自的品牌。合併透過將 BS&WR 和 CCE&HR 公司的資產轉移到 GNP&BR 公司，並將 GNP&BR 公司更名為倫敦電氣鐵路來實現。該法案於 1910 年 7 月 26 日獲得御准，成為 《1910 年倫敦電氣鐵路合併法》（10 Edw. 7. & 1 Geo. 5. c. xxxii）。

### 延伸

#### 帕丁頓延線（1906–13年）

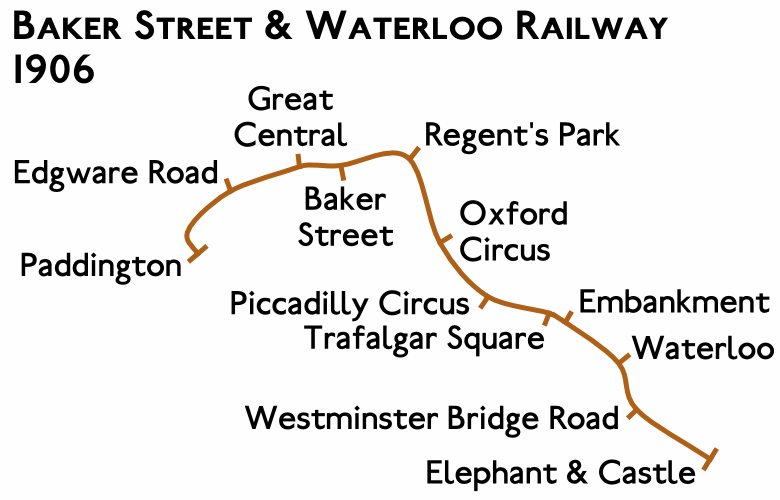
1906年獲批的路線，可見貝克盧線於帕丁頓（Paddington）一端折向東南

1900 年，BS&WR 公司就計劃將貝克盧線向西北延伸至威爾斯登交匯站，但一直無法決定帕丁頓以西的路線，因此在考慮各種選擇時推遲了進一步的建設。 1905 年 11 月，BS&WR 公司宣布了一項呈上 1906 年英國國會的法案，以新的路線取代 1900 年批准的從埃奇韋爾路到帕丁頓的路線。隧道穿過帕丁頓盆地下方，車站設於倫敦街下方。隧道將作為側線繼續向東南延伸至車站之後，終點為大交匯路與德文波特街（現為薩塞克斯花園和薩塞克斯廣場）的交界處。1906年，該公司在宣傳帕丁頓延線計畫的小冊子中宣稱：
由此可見，這條路線為從倫敦的一個地點到另一個地點快速而廉價地提供的優勢是無與倫比的。它將連接許多最重要的鐵路終點站，與其他十二個鐵路系統相連，並連接倫敦南部龐大的電車系統，從而使劇院和其他娛樂場所以及主要購物中心能夠輕鬆到達倫敦郊區。
修改已於在 1906 年 8 月 4 日頒布的《1906年貝克街和滑鐵盧鐵路法》（6 Edw. 7. c. clix）中獲批，但延線末端的東南走向並不適合貝克盧線繼續延伸，因此延線工程沒有展開。
1908 年，BS&WR 公司試圖利用西北倫敦鐵路（NWLR）公司的現有權力，實現貝克盧線向西北倫敦延伸的願望，NWLR 是一條未建成的地鐵，獲批路線是從克里克伍德到維多利亞車站。1908 年 11 月，NWLR 公司宣布了一項法案，尋求在其位於埃奇韋爾路下方的未建線路與 BS&WR 埃奇韋爾路站之間修建一條 757 米的連絡線。而在連絡線以南至維多利亞的 NWLR 路段將被放棄，BS&WR 的帕丁頓延線將成為一條從埃奇韋爾路站出發的穿梭線，並將設置兩個額外的月台供穿梭列車使用。BS&WR 公司將建造延線並將既有列車服務伸延至克里克伍德，延線將在聖約翰伍德路、阿伯康廣場、貝爾塞斯路（靠近今基爾伯恩高路站）、布朗茲伯里（與北倫敦鐵路的布朗德斯伯里站換乘、鄰近大都會鐵路的基爾伯恩站）、明斯特路和克里克伍德設有車站。BS&WR 公司宣布了自己的法案，對現有計畫作出必要的修改。

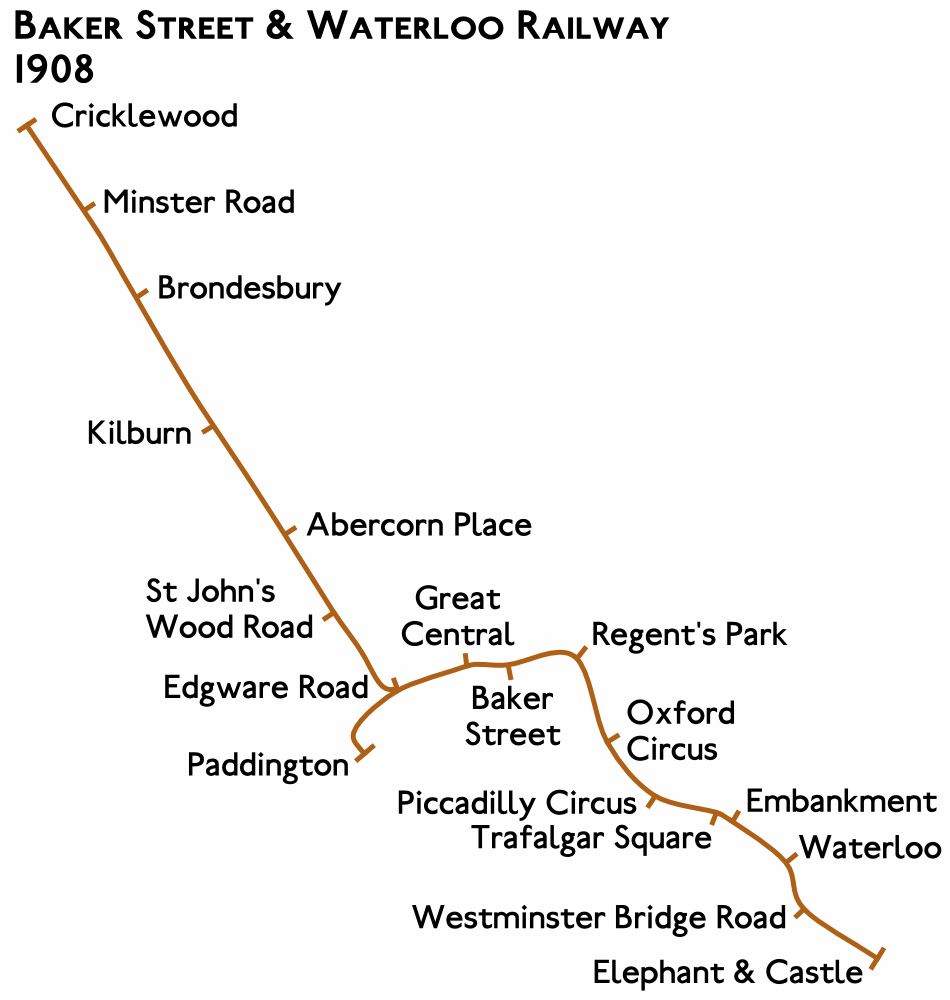
1908年被英國國會否決的路線，圖中可見貝克盧線於埃奇韋爾路站（Edgware Road）西側轉向北，並以克里克伍德（Cricklewood）為總站。埃奇韋爾路至帕丁頓段則會成為接駁線。

大西部鐵路反對將貝克盧線的帕丁頓連接線改為接駁線，而大都會鐵路則反對貝克盧線連接至 NWLR，因為這將與自身途經基爾伯恩的線路形成競爭。英國國會否決了擬議的連接以及 NWLR 路線的變更，該公司的許可最終到期，未進行任何施工。法案被撤回。
1910 年 11 月，倫敦電氣鐵路（BS&WR 公司當時已成為其一部分）發布將在 1911 年國會呈上法案，以重啟帕丁頓延伸計畫。新延線長 890 米，從埃奇韋爾路站起，以急轉彎先轉向西南，再轉向西北，使路線未來向西北延伸更為可行。該法案得到了大西部鐵路 18,000 英鎊資助。《1911 年倫敦電氣鐵路法》（1 & 2 Geo. 5. c. xxix）於 1911 年 6 月 2 日獲得御准。延線於 1911 年 8 月開工，僅用兩年多的時間就竣工。1913年，帕丁頓站成為了貝克盧線北端總站。繼 1911 年在伯爵宮站成功啟用後，帕丁頓站成為倫敦地鐵第二個以自動扶梯代替升降梯的車站。

### 北延至女王公園和沃特福德（1911–17 年）

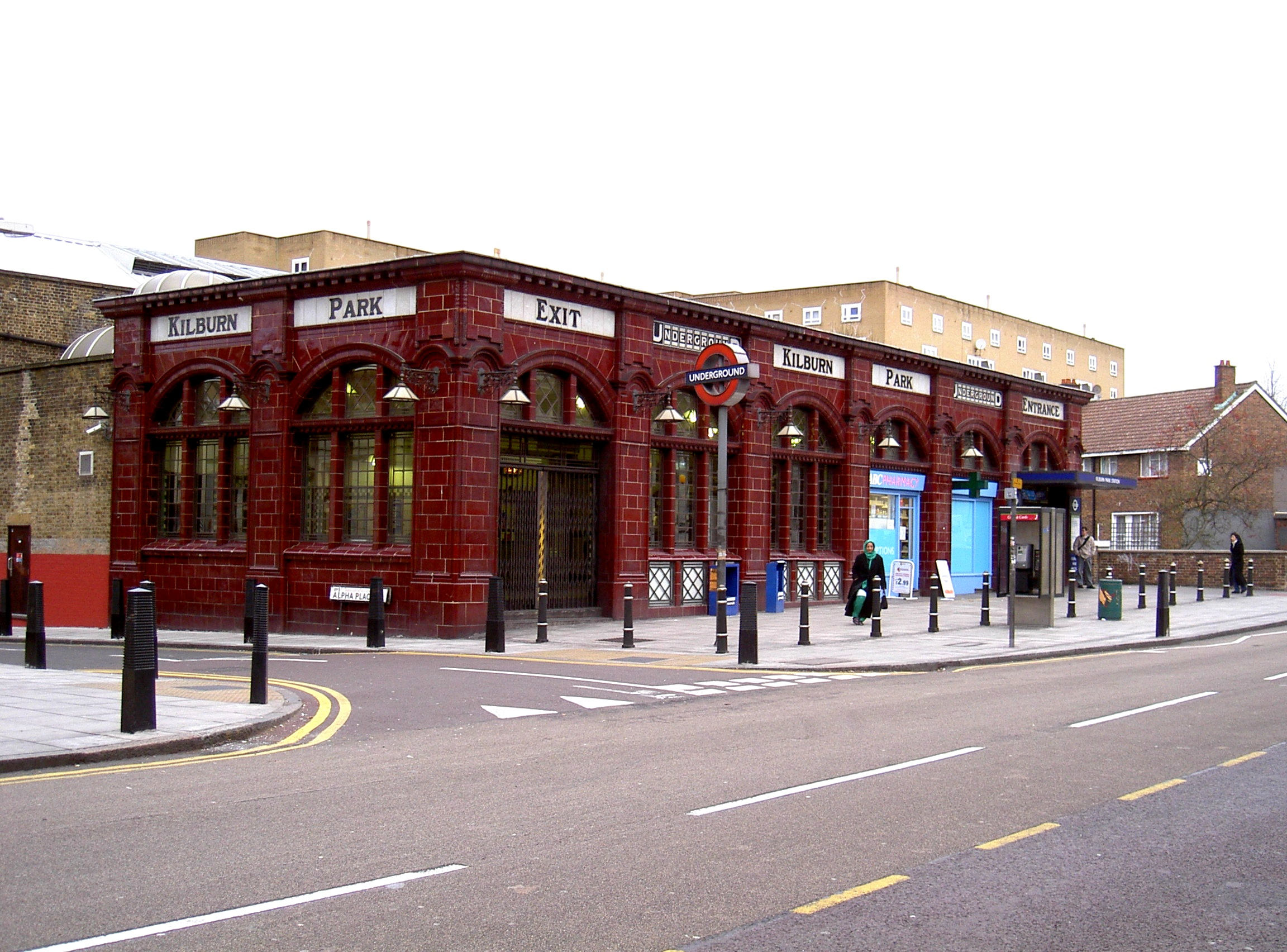
基爾伯恩公園站於1915年1月31日啟用，是貝克盧線最北、以及最後啟用的地下車站。其車站建築擁有紅色釉面陶土立面，與更早期由萊斯利·格林設計的貝克盧線車站一樣，但沒有上層。

1907 年，倫敦及西北鐵路（LNWR）公司獲英國國會批准，透過沿赫特福德郡沃特福德交匯站至女王公園、基爾伯恩之間的既有路線修建一對平行的電氣化軌道，以及在從基爾伯恩到終點站尤斯頓的主線下方修建一條新的地鐵，改善其通往倫敦的主線服務。在尤斯頓，地鐵隧道的盡頭是一座位於主線車站下方、長 1,450 米的環形迴車道上的地下車站。
1909 年，LNWR 公司開始建造新軌道的地面部分。1911 年，該公司修改了計劃，取消了地下部分，並將其擬議的電氣化服務一分為三。一是沿著既有的地面路線，通過剛電氣化的軌道進入尤斯頓，二是在查爾克農場與北倫敦鐵路連接，然後從那裡繼續通過電氣化軌道到達倫敦市的寬街車站，三是將貝克盧線從帕丁頓北延至女王公園。
由於帕丁頓延線仍在建設中，倫敦電氣鐵路於 1911 年 11 月公佈了一項法案，要求貝克盧線北延至女王公園。此北延線是從帕丁頓向北延伸，經小威尼斯至麥達維爾，然後向西北彎曲至基爾伯恩，再向西與 LNWR 主線平行，最後在女王公園站以東不遠處抵達地面。延線設置三個中間站。 LNWR 向倫敦電氣鐵路提供了一筆 100 萬英鎊的永久貸款，利率為 4%，以資助延線工程。該法案於 1912 年 8 月 7 日獲得御准，成為《1912 年倫敦電氣鐵路法》（2 & 3 Geo. 5. c. lxxviii）。
由於第一次世界大戰的爆發，女王公園北延線的建設進度減緩，因此該段直到 1915 年初才完工。與帕丁頓一樣，沿線三個地下車站也安裝了手扶梯。麥達維爾和基爾伯恩公園站的建築風格與早期由萊斯利·格林設計的車站相似，但沒有上層，因為車站不再需要容納升降機設備。沃里克大道站出入口則位於街道下方的行人隧道中，因此沒有車站建築。 LNWR 公司重建了女王公園站，為該站增加了供 BS&WR 列車和自己的電氣列車服務使用的月台，並在車站兩側各建造了一個用於停放機車車輛的列車棚。
雖然通往女王公園的軌道已經完工，但由於麥達維爾、女王公園站的車站工程延期完工，導致女王公園北延線於 1915 年分階段開放。
在女王公園以北，LNWR 於 1912 年至 1913 年間開通了威爾斯登交匯站和沃特福德之間的新線路，並在哈利斯登、石橋公園、北溫布利、肯頓和頭石巷設立了新車站。1915 年 5 月 10 日，女王公園至威爾斯登交匯之間的新軌道落成啟用，貝克盧線列車服務亦於同日北延至威爾斯登交匯站。 1917 年 4 月 16 日，貝克盧線的列車服務進一步經沃特福德直流電鐵線北延至沃特福德交匯站。石橋公園站則於同年 8 月 1 日重開，以開始提供貝克盧線列車服務。
為了女王公園延線，倫敦電氣鐵路從布拉什牽引公司和利茲鍛造公司訂購了 14 輛新車廂，並從皮卡迪利線調來額外的閘式車廂，以擴充車隊。這些新車廂為 1914 年款，是第一批在車廂兩側和末端都設有門的列車。為了沃特福德延線，倫敦電氣鐵路和 LNWR 向大都會鐵路客車和貨車公司訂購了 72 輛新車廂。由於戰爭，新車廂的製造被推遲，在等待交付期間，貝克盧線使用了為中倫敦鐵路伊靈大道西延線（當時未完工）訂購的 1915 年型車廂，以及從 GNP&BR 調來更多閘式車廂。服務沃特福德延線的列車車廂於 1920 年開始交付，由於所有權與 LNWR 共享，因此被稱為沃特福德合資型車廂。
| 車站                  | 貝克盧線列車服務開通日期 | 備註                                                           |
| --------------------- | ------------------------ | -------------------------------------------------------------- |
| 沃里克大道            | 1915 年 1 月 31 日       | 位於沃里克大道與沃靈頓大道、克利夫頓別墅和克利夫頓花園的相交點 |
| 麥達維爾              | 1915 年 6 月 6 日        | 位於倫道夫大道和埃爾金大道交界                                 |
| 基爾伯恩公園          | 1915 年 1 月 31 日       | 位於劍橋大道                                                   |
| 女王公園              | 1915 年 2 月 11 日       |                                                                |
| 肯薩綠地              | 1915 年 5 月 10 日       |                                                                |
| 威爾斯登交匯          | 1915 年 5 月 10 日       |                                                                |
| 哈利斯登              | 1917 年 4 月 16 日       |                                                                |
| 石橋公園              | 1917 年 8 月 1 日        |                                                                |
| 溫布利（薩德伯里）    | 1917 年 4 月 16 日       | 現稱溫布利中央站                                               |
| 北溫布利              | 1917 年 4 月 16 日       |                                                                |
| 肯頓                  | 1917 年 4 月 16 日       |                                                                |
| 哈羅和威爾德斯通      | 1917 年 4 月 16 日       |                                                                |
| 頭石巷                | 1917 年 4 月 16 日       |                                                                |
| 平納及哈奇端          | 1917 年 4 月 16 日       | 後來改名為哈奇端（平納），現名為哈奇端站                       |
| 賈炳達公園            | 1919 年 5 月 5 日        |                                                                |
| 布希及奧克希（Oxhey） | 1917 年 4 月 16 日       | 現名為布希站                                                   |
| 沃特福德高街          | 1917 年 4 月 16 日       |                                                                |
| 沃特福德交匯          | 1917 年 4 月 16 日       |                                                                |

#### 無法實現的南延計劃（1913 - 28年）
貝克盧線的南端總站為象堡，使該線有機會進一步延伸，為坎伯韋爾和倫敦東南部的其他潛在目的地提供服務。 1913 年，時任倫敦金融城市長宣布將貝克盧線南延至水晶宮的提議，途經坎伯韋爾綠地、達利奇和錫德納姆山，但該計劃並未付諸實施。1921 年，倫敦電氣鐵路為貝克盧線南延至坎伯韋爾、達利奇和錫德納姆估算所需經費；1922 年，倫敦電氣鐵路考慮將貝克盧線經拉夫堡交匯站和卡特福德南延至奧爾平頓。 1928 年，亦曾出現貝克盧線經達利奇南延至卡特福德的建議。儘管倫敦及週邊郡交通諮詢委員會於 1926 年批准將貝克盧線延伸至坎伯韋爾，但 UERL 沒有採取任何行動。
1931 年，作為《1931 年倫敦電力大都會區及中倫敦鐵路公司（工程）法》的一部分，貝克盧線獲准延伸至坎伯韋爾。該延線從象堡向南沿著沃爾沃思路和坎伯韋爾路行駛，在奧爾巴尼路和坎伯韋爾的丹麥山路下分別設有車站。象堡站將進行重建，增設第三個月台、新的售票大廳和手扶梯。然而，財政限制使相關工程沒能展開。

### 車站改進（1914 - 28年）

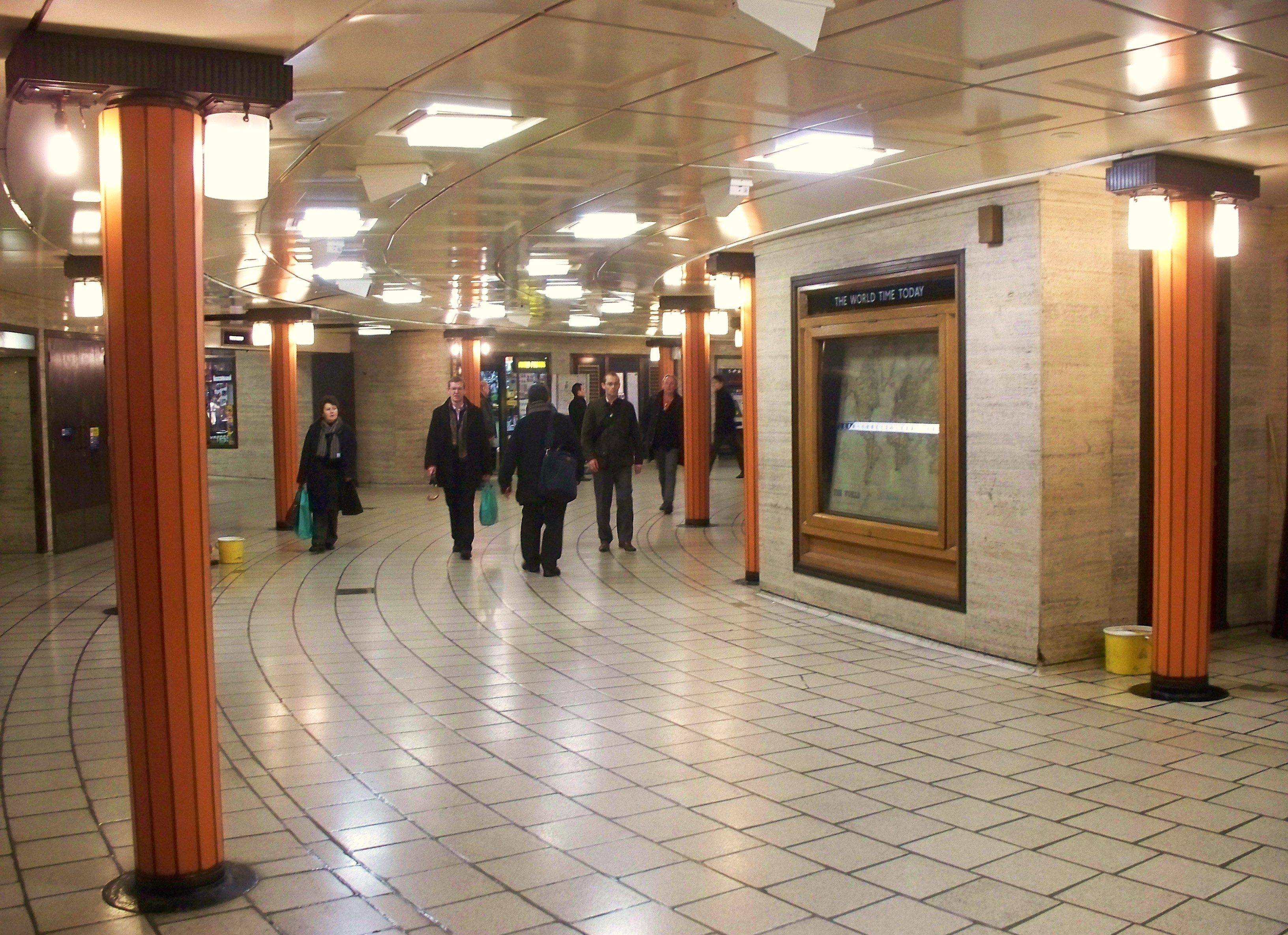
皮卡迪利圓環站的圓形大堂

在許多貝克盧線與其他地鐵線路換乘的車站都出現過度擁擠，因此鐵路公司在許多地方做出了努力來改善客流狀況。 1914 年，牛津圓環、堤岸和貝克街站開始擴建售票大廳並安裝自動扶梯。 1923 年，牛津圓環站進一步建造了貝克盧線和中倫敦鐵路共用的售票大廳，並增加了更多服務於中倫敦鐵路月台的自動扶梯。 1926 年，特拉法加廣場和滑鐵盧站安裝了自動扶梯，後者是該站因漢普斯特德鐵路延伸至肯寧頓而進行擴建工程時安裝的。 1925年至1928年間，皮卡迪利圓環站進行了貝克盧線上最大規模的車站重建工程。工程在道路交叉口下方挖掘出一個大型圓形售票大廳，設有從圓形廣場周圍各點連接多條行人隧道，並安裝了兩條通往貝克盧線和皮卡迪利線月台的自動扶梯。

### 轉為公有制（1923 - 1933年）
儘管貝克盧線進行了車站改進工程，UERL 的其他路線亦進行了延伸（查令十字、尤斯頓及漢普斯特德鐵路於 1923/24 年北延至埃奇韋爾；城市及南倫敦鐵路於 1926 年南延至莫登），但 UERL 的財務狀況仍然十分艱難。在路面交通上，倫敦通用巴士公司（LGOC）透過實際上壟斷巴士服務賺取巨額利潤，並且支付遠高於地下鐵路公司的股息。 1911 年，也就是被 UERL 接手的前一年，其股利為 18%。因此，UERL 於 1912 年收購該巴士公司，這使得 UERL 集團能夠透過集中收入，利用巴士公司的利潤來補貼利潤較低的鐵路。然而，1920 年代初期來自眾多小型巴士公司的競爭削弱了 LGOC 的獲利能力，並對整個 UERL 集團的獲利能力產生了負面影響。
為了保護 UERL 集團的收入，其董事長阿什菲爾德勳爵遊說政府對倫敦地區的交通服務進行監管。從1923年開始，一系列立法舉措朝著這個方向發展，阿什菲爾德和工黨倫敦郡議員（後來成為國會議員和運輸大臣）赫伯特莫里森（Herbert Morrison）走在了有關運輸服務應受到何種程度的監管和公共控制的辯論的最前線。阿什菲爾德希望制定監管規則，保護 UERL 集團免受競爭影響，並允許其對倫敦郡議會的有軌電車系統進行實質控制；莫里森傾向於完全公有制。經過七年的努力，終於在 1930 年底，一項建議成立倫敦客運委員會的法案被呈上英國國會。該委員會是一家公共公司，以委協形式：實行公有制但不完全國有化，控制 UERL、大都會鐵路以及倫敦客運區內的所有巴士和電車營運商。1933 年 7 月 1 日委員會成立，倫敦電氣鐵路和其他地下鐵路公司於同日被清盤，其所有資產亦同時被轉移到委員會中。

### 倫敦交通時代（1933 - 2000年）
倫敦客運委員會為貝克盧線進行的首項工程是於 1933 年 7 月 3 日啟用南肯頓站。

#### 史丹摩支線
1930 年代中期，大都會線因貝克街站和芬奇利路站之間的軌道容量有限而出現擁堵。為了緩解這種壓力，倫敦客運委員會的新工程計畫包括在貝克街站貝克盧線月台和芬奇利路站月台之間建造新的隧道，貝克街至芬奇利路之間原有的三個大都會線車站（由南至北為羅德、馬爾博羅路和瑞士屋站）被兩個新建的貝克盧線車站（聖約翰伍德站和瑞士屋站）取代。 1939 年 11 月 20 日，貝克盧線取代大都會線往史丹摩。
1917 年，當貝克盧線延伸至沃特福德時，在哈羅及威爾德斯通設立了換乘站，與另一條由 LNWR 運營、通往史丹摩的線路（也稱史丹摩支線）換乘。該支線的終點站亦稱史丹摩站，但位置與後來於1932年啟用的大都會線史丹摩站不同（後更名為史丹摩村站，位於現史丹摩高爾夫會東北）。該線於 1964 年關閉，部分原因是其競爭對手大都會/貝克盧線史丹摩站啟用後，成功搶去 LNWR 史丹摩站的大部分客源。 [5]
由於貝克盧線的史丹摩支線和沃特福德支線在貝克街匯合，導致貝克盧線後來亦出現類似大都會線的擁塞問題，因此銀禧線得以創立，史丹摩支線於 1979 年 5 月 1 日改歸銀禧線。銀禧線最初是將史丹摩支線與在貝克街和查令十字之間挖掘的新隧道連接起來而成。

#### 1930 - 80年代的南延計劃
1937 年 4 月，貝克盧線由象堡南延至坎伯韋爾和丹麥山的擬議工程預計成本為 500 萬英鎊（約合今天的NaN英鎊）。倫敦客運運輸委員會宣布，由於材料價格上漲，延線工程將推遲到委員會的財務狀況改善後再進行。除了象堡以南的側線外，第二次世界大戰前沒有進行任何其他延線工程，但政府於 1947 年根據《1940 年特別法令（延長時間）法》重新賦予了這些權力。1949 年版的倫敦地鐵路線圖顯示，貝克盧線預計南延至坎伯韋爾，但相關工程當時實際上沒有展開。由於地面條件惡劣，加之戰後經濟緊縮時期資金緊張，建設成本不斷上升，導致該計劃於 1950 年再次被取消。雖然如此，直到 1990 年代，沃里克大道站的列車目的地顯示器仍有顯示坎伯韋爾為列車的目的地。
1970 年代，大倫敦議會曾考慮將貝克盧線南延至佩卡姆，然而由於成本高、預測乘客量低，導致南延計劃被認為成本大於效益而未有實施。1980 年代末，由於倫敦市中心過度擁擠以及碼頭區擬議再開發，倫敦市中心鐵路研究組（由東南鐵路網、倫敦地鐵、倫敦區域交通局和英國運輸部聯合報告）開始運作。報告中考慮了貝克盧線的兩條延伸線－一條沿著老肯特路延伸至劉易舍姆，另一條延伸至倫敦碼頭區和金絲雀碼頭。該兩項提議最後均未採納。隨後，銀禧線於 1999 年延伸至碼頭區和金絲雀碼頭。

### 沃特福德支線服務的衰退

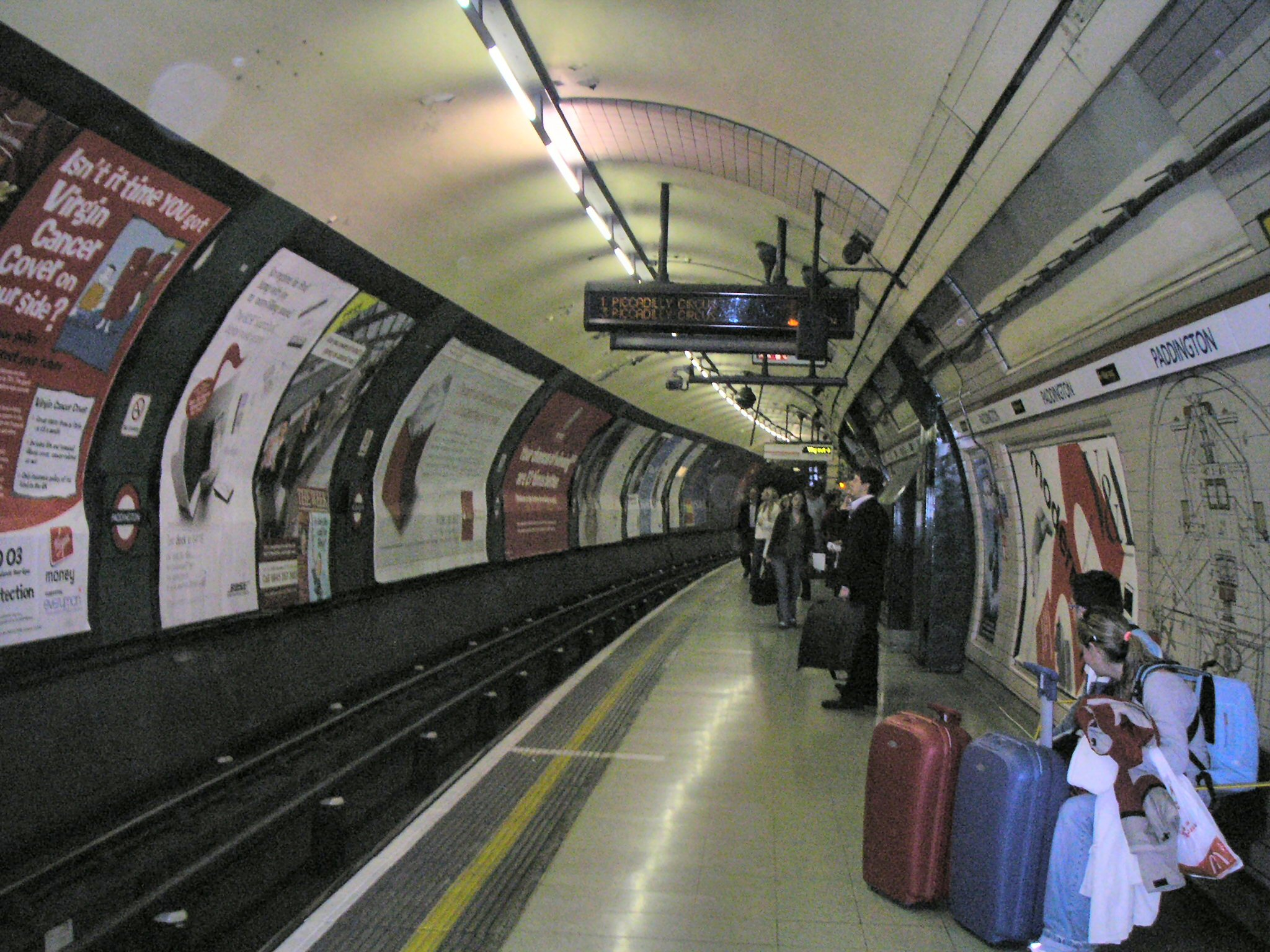
帕丁頓地鐵站貝克盧線南行月台

至沃特福德支線通車一直以來，貝克盧線的北行列車並非所有班次都以沃特福德交匯站為總站。在 1960 年代，開往沃特福德支線北段的貝克盧線列車班次逐漸減少，並從 1965 年起僅在高峰時段運行。 1982年，大倫敦市議會的公平票價補貼政策被取消的同時，貝克盧線也停止營運石橋公園以北的路段。  1984 年，石橋公園至哈羅及威爾德斯通段恢復了貝克盧線高峰時段服務，1989 年則恢復至全日服務，自此哈羅及威爾德斯通站成為貝克盧線的北端總站。

### 近期發展
2006 年 3 月 10 日，貝克盧線慶祝其百年誕辰，並組織活動，邀請身著愛德華時代服裝的演員和工作人員為旅客獻上歡樂。2017 年，牛津圓環站一列貝克盧線列車發生火災，導致貝克盧線列車服務中斷。許多人因吸入煙霧而需接受治療。
2023 年，由於可供營運的列車數量正在減少，所以貝克盧線女王公園至象堡之間於尖峰時段的列車班次從每小時 22 班減少到 20 班。。

## 未來發展

### 重新北延至沃德福德交匯站
2006 年 2 月，英國運輸部決定將沃特福德直流電鐵線（沃特福德 - 尤斯頓）市郊列車服務的責任從交通部轉移到倫敦交通局，此後該線路北段的列車營運模式可能會發生變化。此次重組與倫敦地上鐵旗下多條北倫敦鐵路的重組同時進行。
在先前的倫敦規劃中，預計到 2026 年，貝克盧線將從哈羅及威爾德斯通重新北延至沃特福德交匯站，恢復該線 1982 年前的列車服務。女王公園至沃特福德交匯間的路段將由倫敦地上鐵和貝克盧線共用。大都會線克諾斯萊連接線項目的最佳和最終投標文件表明，貝克盧線延伸項目現在“不太可能”，“由於資金和商業案例限制，倫敦交通局將貝克盧線延伸至沃特福德交匯的計劃被無限期擱置”。

### 南延至劉易舍姆及海耶斯
自 2000 年代後期以來，倫敦交通局一直在規劃貝克盧線南延，並於 2021 年獲英國運輸部保障象堡經老肯特路至劉易舍姆的路線，使沿線物業發展不會阻礙延線工程。南延線首階段將建造四個車站，分別位於伯吉斯公園、老肯特路、新十字門和劉易舍姆，並準備於首階段通車後沿中肯特線進一步延伸至海耶斯（Hayes）和貝肯納姆交匯站。首階段延線工程預計耗資 47 億至 79 億英鎊（以 2017 年的價格計算），耗時約 7 年。 由於新冠疫情導致倫敦交通局財政狀況不佳，延線計劃目前正暫緩實施。